# Die Kinder der Shiunji-Familie
Die Kinder der Shiunji-Familie (japanisch 紫雲寺家の子供たち Shiunji-ke no Kodomotachi) ist eine Mangaserie von Reiji Miyajima, die seit 2022 in Japan erscheint. 2025 wurde sie als Anime adaptiert, der international als The Shiunji Family Children herauskam.

## Inhalt
In Setagaya lebt Arata Shiunji (紫雲寺 新) zusammen mit seinen fünf Schwestern und seinem jüngeren Bruder im Haushalt seiner reichen Familie, deren zukünftiges Oberhaupt er sein soll. Seine Mutter ist schon lange gestorben und der Vater oft geschäftlich unterwegs, sodass die Kinder meist unter sich sind und Arata bereits Verantwortung für die Führung des Hauses übernimmt. Im Gegensatz zu seinem jüngeren Bruder Shion, der das Leben leichter nimmt, hatte Arata nie eine Freundin und es scheint, als würde er noch lange Single bleiben. Er ist im Umgang mit Frauen unerfahren und unsicher, außer bei seinen Schwestern. Doch am 15. Geburtstag der jüngsten Schwester offenbart ihnen der Vater, dass Aratas vermeintlichen Geschwister in Wirklichkeit nicht blutsverwandt mit ihm sind, sondern alle adoptiert. Plötzlich findet er sich in einer neuen Situation wieder und beginnt, die ihm bisher so vertrauten Frauen mit anderen Augen zu sehen.

## Veröffentlichung
Der Manga erscheint seit Februar 2022 in einzelnen Kapiteln im Magazin Young Animal bei Hakusensha. Dieser bringt die Serie auch gesammelt in bisher sieben Bänden heraus (Stand Mai 2025). Diese erscheinen seit Januar 2025 bei Altraverse auf Deutsch in bisher fünf Bänden (Stand August 2025). Die Übersetzung stammt von Lasse Christian Christiansen. Bei Yen Press wird eine englische Fassung veröffentlicht, bei J-Pop eine italienische.

## Anime-Adaption
Im Februar 2024 wurde eine Umsetzung als Anime-Fernsehserie angekündigt. Sie entstand bei Studio Doga Kobo unter der Regie von Ryōki Kamitsubo. Die Drehbücher schrieb Noboru Kimura. Für das Charakterdesign war Miki Mutō verantwortlich und für die künstlerische Leitung Hisae Arimoto. Die Kameraführung lag bei Shūhei Shiono und Tonregie führte Jin Aketagawa. 
Die zwölf Folgen mit je 24 Minuten liefen vom 8. April bis 24. Juni 2025 im japanischen Fernsehen bei Tokyo MX, Nippon BS und Regionalsendern von TBS. Eine internationale Veröffentlichung geschah parallel auf der Plattform Crunchyroll, unter dem Titel The Shiunji Family Children auch mit deutschen Untertiteln.

### Synchronisation
| Rolle          | japanische Stimme (Seiyū) |
| -------------- | ------------------------- |
| Arata Shiunji  | Yūichirō Umehara          |
| Shion Shiunji  | Chiaki Kobayashi          |
| Banri Shiunji  | Chika Anzai               |
| Minami Shiunji | Hana Hishikawa            |
| Kotono Shiunji | Kana Ichinose             |
| Seiha Shiunji  | Marika Kōno               |
| Ōka Shiunji    | Rie Takahashi             |

### Musik
Die Musik der Serie wurde komponiert von Akki, Ginnojō Hoshi und Shōta Horie. Für den Vorspann verwendete man das Lied Honey Lemon von Nacherry und der Abspann ist unterlegt mit Like You o(>< = ><)o Love You von den Synchronsprecherinnen Chika Anzai, Marika Kōno, Rie Takahashi, Hana Hishikawa und Kana Ichinose.